# باقر أباد (قهاب رستاق)
باقر أباد (بالإنجليزية: Baqerabad, Semnan)‏ هي مستوطنة تقع في إيران في قسم قهاب رستاق الريفي.